# Papy Djilobodji
El Hadji Papy Mison Djilobodji (Kaolack, 1 december 1988) is een Senegalees voetballer die doorgaans als centrale verdediger speelt. Djilobodji debuteerde in 2013 in het Senegalees voetbalelftal.

## Clubcarrière
Djilobodji begon met voetballen bij het Senegalese ASC Saloum. Hij debuteerde hiervoor tijdens het seizoen 2007/08 in de Senegalese Ligue 1. In oktober 2009 vertrok hij naar US Sénart-Moissy , op dat moment actief in de Championnat de France amateur. Die club verkocht hem op 27 december 2009 voor €500.000,- aan FC Nantes. Dat was in zijn eerste vier seizoenen bij de club actief in de Ligue 2. Djilobodji speelde meer dan 170 wedstrijden in het shirt van Nantes en promoveerde daarmee in 2013 naar de Ligue 1.
Djilobodji tekende in september 2015 een contract tot medio 2019 bij Chelsea, de kampioen van de Premier League in het voorgaande seizoen. Dat betaalde circa €5.400.000,- voor hem aan Nantes. De Engelse club zette hem in vijf maanden tijd één keer in, tijdens een wedstrijd in het toernooi om de League Cup. Chelsea verhuurde hem eind januari 2016 vervolgens voor de rest van het seizoen aan Werder Bremen.
Djilobodji tekende in augustus 2016 een contract tot medio 2020 bij Sunderland, de nummer zeventien van Engeland in het jaar ervoor. Dat betaalde circa €9.400.000,- voor hem aan Chelsea. Na de degradatie van de club in 2018 meldde Djilobodji zich niet voor de voorbereiding op het seizoen 2018/19. In september 2018 werd zijn contract ontbonden. Vanaf januari 2019 komt hij uit voor EA Guingamp.

## Clubstatistieken
| Seizoen | Club             | Competitie     | Duels | Doelp. |
| ------- | ---------------- | -------------- | ----- | ------ |
| 2009/10 | US Sénart-Moissy | CFA            | 7     | 1      |
| 2009/10 | FC Nantes        | Ligue 2        | 13    | 0      |
| 2010/11 | FC Nantes        | Ligue 2        | 27    | 2      |
| 2011/12 | FC Nantes        | Ligue 2        | 36    | 4      |
| 2012/13 | FC Nantes        | Ligue 2        | 36    | 0      |
| 2013/14 | FC Nantes        | Ligue 1        | 28    | 3      |
| 2014/15 | FC Nantes        | Ligue 1        | 31    | 0      |
| 2015/16 | Chelsea          | Premier League | 0     | 0      |
| 2015/16 | → Werder Bremen  | Bundesliga     | 14    | 2      |
| 2016/17 | Sunderland       | Premier League | 18    | 0      |
| 2017/18 | → Dijon FCO      | Ligue 1        | 29    | 0      |

## Interlandcarrière
Djilobodji debuteerde op 14 augustus 2013 voor Senegal, in een oefeninterland tegen Zambia. Hij viel na rust in voor Ludovic Sané. Eind 2013 speelde hij mee in de play-offwedstrijd om kwalificatie voor het wereldkampioenschap voetbal 2014 (1–1). Djilobodji trof in zijn vijfde interland voor de eerste maal een niet-Afrikaanse opponent: Kosovo, dat zijn derde interland speelde, werd met 3–1 in Lancy verslagen.
| Interlands van Papy Djilobodji voor Senegal | Interlands van Papy Djilobodji voor Senegal | Interlands van Papy Djilobodji voor Senegal | Interlands van Papy Djilobodji voor Senegal | Interlands van Papy Djilobodji voor Senegal | Interlands van Papy Djilobodji voor Senegal | Interlands van Papy Djilobodji voor Senegal |
| №                                           | Datum                                       | Wedstrijd                                   | Uitslag                                     | Soort wedstrijd                             | Doelpunten                                  |                                             |
| Als speler bij FC Nantes                    | Als speler bij FC Nantes                    | Als speler bij FC Nantes                    | Als speler bij FC Nantes                    | Als speler bij FC Nantes                    | Als speler bij FC Nantes                    | Als speler bij FC Nantes                    |
| ------------------------------------------- | ------------------------------------------- | ------------------------------------------- | ------------------------------------------- | ------------------------------------------- | ------------------------------------------- | ------------------------------------------- |
| 1.                                          | 14 augustus 2013                            | Zambia – Senegal                            | 1 – 1                                       | Vriendschappelijk                           | 0                                           |                                             |
| 2.                                          | 16 november 2013                            | Senegal – Ivoorkust                         | 1 – 1                                       | Kwalificatie WK 2014                        | 0                                           |                                             |
| 3.                                          | 5 maart 2014                                | Senegal – Mali                              | 1 – 1                                       | Vriendschappelijk                           | 0                                           |                                             |
| 4.                                          | 21 mei 2014                                 | Burkina Faso – Senegal                      | 1 – 1                                       | Vriendschappelijk                           | 0                                           |                                             |
| 5.                                          | 25 mei 2014                                 | Senegal – Kosovo                            | 3 – 1                                       | Vriendschappelijk                           | 0                                           |                                             |

Bijgewerkt op 25 mei 2014.